# Махризлы
Махризлы́ (азерб. Mahrızlı) — село в Агдамском районе Азербайджана.

## Этимология
Название происходит от исказившегося первоначального названия Мафрузли.

## История
Село основано в 1820 году переселенцами из села Мафрузли, расположенного на территории Ирана.
Село Мафразлу в 1913 году согласно административно-территориальному делению Елизаветпольской губернии относилось к Зангашалинскому сельскому обществу Шушинского уезда.
В 1926 году согласно административно-территориальному делению Азербайджанской ССР село относилось к дайре Хиндристан Агдамского уезда.
После реформы административного деления и упразднения уездов в 1929 году был образован Зангишалинский сельсовет в Агдамском районе Азербайджанской ССР.
Согласно административному делению 1961 и 1977 года село Махризлы входило в Зангишланский сельсовет Агдамского района Азербайджанской ССР.
В 1999 году в Азербайджане была проведена административная реформа и был учреждён Зангишалинский муниципалитет Агдамского района.

## География
Неподалёку от села протекает река Каркарчай.
Село находится в 17 км от райцентра Агдам, в 26 км от временного райцентра Кузанлы и в 333 км от Баку. Ближайшая ж/д станция — Агдам.
Высота села над уровнем моря — 252 м.

## Население
| Численность населения | Численность населения |
| 1886                  | 1979                  |
| --------------------- | --------------------- |
| 240                   | ↗1600                 |

## Климат
В селе холодный семиаридный климат.

## Инфраструктура
В селе расположены почтовое отделение, средняя школа, медпункт, мечеть, консервный завод и библиотека.